# Jeff Becerra
Jeff Becerra (California, Estados Unidos, 15 de junio de 1968) es un cantante de metal estadounidense. Es conocido por ser cantante y bajista de la banda de thrash metal influyente en el death metal, Possessed.

## Biografía
Jeffrey Benjamin Becerra nació en el seno de una familia de origen mexicano-estadounidense y libanés en El Sobrante, California. A la edad de catorce años, aprendió a tocar el bajo y se interesó firmemente por la música.
Tocó en otras dos bandas llamadas "Misery" y "Sub Zero", antes de formar Possessed pero no grabó nada. Se unió a Possessed en 1983, quien se separó en 1987, después de lanzar varias cintas de demo, dos álbumes de larga duración y un EP.
Recibió una calificación en Estudios Laborales poco después, y estudió Licenciatura en derecho.
En 1989, Jeff Becerra quedó paralítico desde la cintura para abajo, tras recibir un disparo en un violento asalto.
Él reformó Possessed en 2007, siendo él el único miembro original, respaldado por sus amigos de mucho tiempo desde la época del disco Seven Churches  (1985).

## Discografía
Álbumes
- Seven Churches (1985)
- Beyond the Gates (1986)
- Revelations Of Oblivion (2019)

Demo
- Death Metal (1984)
- Seven Churches Demo  (1985)
- 1991 Demo (1991)
- 1993 Demo (1993)

EP
- The Eyes of Horror (1987)

DVD
- Possessed by Evil Hell DVD (2007)